# Robert Rebhahn
Robert Rebhahn (* 27. Februar 1954 in Linz; † 30. Jänner 2018 in Wien) war ein österreichischer Rechtswissenschaftler und von 2003 bis 2018 Universitätsprofessor für Arbeits- und Sozialrecht an der Rechtswissenschaftlichen Fakultät der Universität Wien.

## Werdegang
Robert Rebhahn studierte Rechtswissenschaften und Volkswirtschaftslehre in Wien und Linz und promovierte 1977 an der Universität Linz zum Dr. iur. Nach der Tätigkeit als Universitätsassistent für Bürgerliches Recht folgte 1984 die Habilitation an der Universität Linz.
1986 wurde Robert Rebhahn außerordentlicher, später ordentlicher Universitätsprofessor für Privatrecht an der Universität Klagenfurt. 1996 wechselte er als Professor für Bürgerliches Recht, Arbeitsrecht und Sozialrecht an die Humboldt-Universität zu Berlin.
Von 2003 bis 2018 war Robert Rebhahn als Nachfolger von Theodor Tomandl Professor an der Universität Wien und befasste sich vornehmlich mit Arbeits- und Sozialrecht, wobei – neben Fragen des nationalen Rechts – rechtsvergleichende und unionsrechtliche Aspekte behandelt wurden. Zu den jüngeren Veröffentlichungen zählen Studien zur Finanzierungsverantwortung des Bundes für die gesetzliche Krankenversicherung (2008), zur Preisregelung bei Arzneimitteln (2006), zum Sozialmodell in der EU (2009) und zur Entwicklung von Welfare in Westeuropa (2009). Ferner hat Robert Rebhahn u. a. ein Buch zur Haftung des Staates für mangelhafte Gefahrenabwehr (1997) sowie Kommentierungen zum Dienstvertrag und zum Werkvertrag verfasst.
Von 2013 bis 2018 war Rebhahn Vorsitzender des Universitätsrats der Alpen-Adria-Universität Klagenfurt.
Rebhahn starb nach schwerer Krankheit in der Nacht auf den 30. Jänner 2018.

## Auszeichnungen
- 2016: Großes Goldenes Ehrenzeichen des Landes Kärnten